# Werner S. Landecker
Werner S. Landecker (* 30. April 1911 in Berlin; † 19. Mai 2002 in Ann Arbor, Michigan, USA) war ein deutsch-amerikanischer Rechtswissenschaftler und Soziologe.

## Leben und Wirken
Landecker beschäftigte sich bereits als Jura-Student an der Universität Berlin für soziologische Fragen. 1936 wurde er mit der Arbeit zur Soziologie des Völkerrechts zum Dr. jur. promoviert. Der bekennende Jude verließ nach seiner Promotion Deutschland.
In den USA legte er eine zweite Dissertation vor und wurde auch für das Fach Soziologie promoviert. Erst lehrte er an der Indiana University, dann bis zu seiner Emeritierung als Professor an der University of Michigan in Ann Arbor. Er wurde international durch seine Beiträge zu den Forschungsgebieten "Soziale Schichtung" und "Wissenssoziologie" bekannt. 
Landecker war seit seinem 40. Lebensjahr erblindet und musste sich Fachpublikationen von seiner Frau und weiteren Helfern vorlesen lassen. Er kehrte nur als Gastdozent nach Deutschland zurück. Günther Lüschen berichtet:
Als er am 15. Mai 1985 im „Soziologischen Oberseminar“ der Universität Köln einen Vortrag „Probleme der Wissenschaftssoziologie“ begann, überwältigte ihn die Stringenz seiner empirisch-theoretischen Vorlesung, aber auch die nolens volens ohne schriftliches Konzept vorzutragenden Ideen, und er musste den Vortrag abbrechen. Hinzu kamen wohl die Erinnerungen über die deutlich mehr als 40 Jahre, in denen er Deutschland fern gewesen war. Jene, die in diesem Moment anwesend waren, werden Tragik und Größe dieses Menschen verspürt haben.

## Schriften (Auswahl)
- Die Geltung des Völkerrechts als gesellschaftliches Phänomen, Münster: Lit, 1999.
- Social integration in complex groups, Ann Arbor, 1949.